# Peter Gaymann

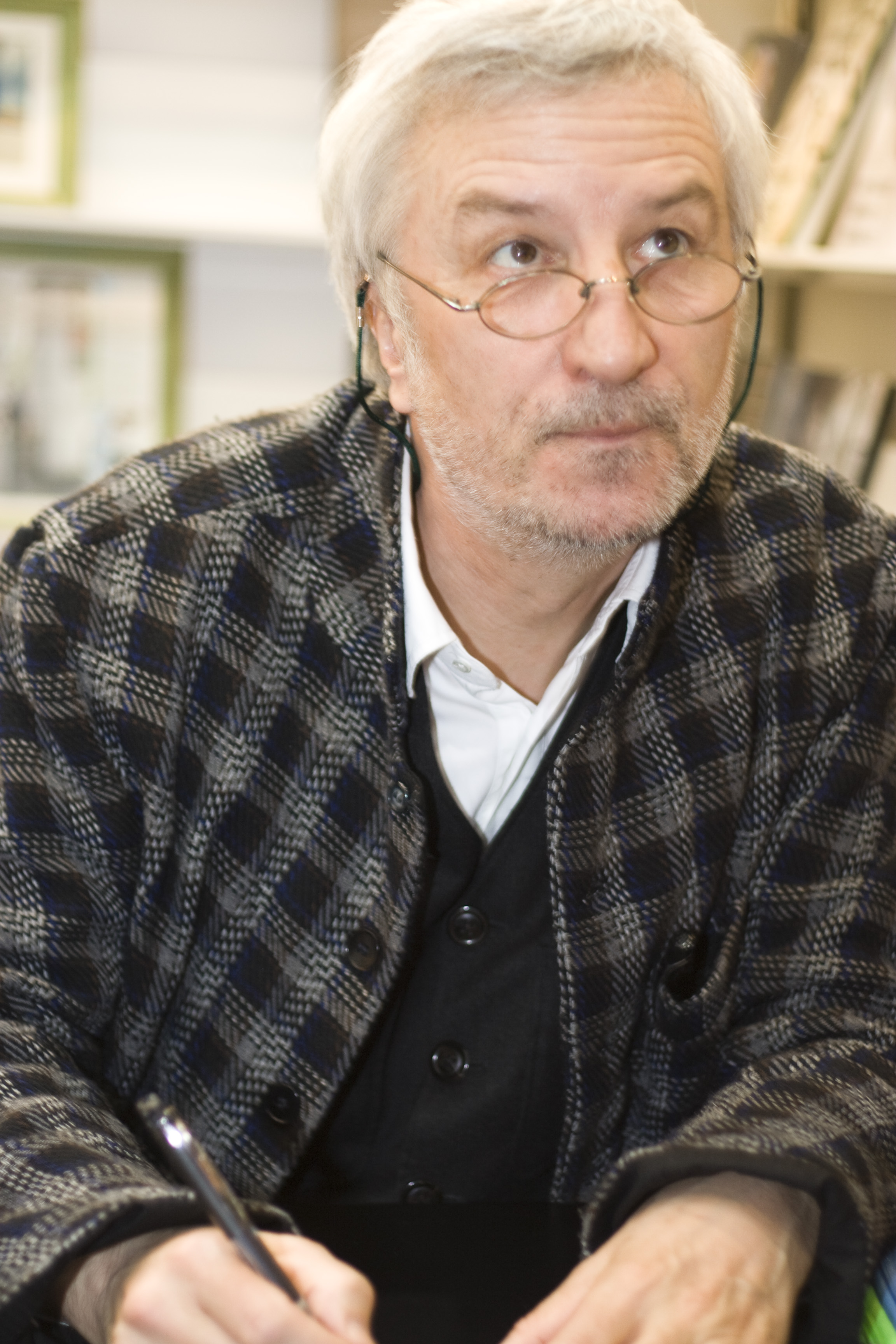
Peter Gaymann, 2010

Peter Gaymann, Pseudonym P. GAY, (* 26. Juni 1950 in Freiburg im Breisgau) ist ein deutscher Cartoonist, Graphiker und Schriftsteller. Gaymann zählt zu den beliebtesten und bekanntesten deutschen Cartoonisten. Mit liebenswürdigem Humor und sanftem Witz illustriert er die Schwächen seiner Figuren.

## Leben
Peter Gaymann ist einer von mehreren Söhnen eines Buchbinders und Buchhalters, seine Mutter stammt aus landwirtschaftlichen Verhältnissen. Schon in seiner Kindheit begann er mit dem Zeichnen. 1970 absolvierte er das Abitur. Den Militärdienst leistete er von 1971 bis 1972 ab, verweigerte ihn jedoch nachträglich.
Gaymann studierte in Freiburg Sozialwesen und arbeitete anfangs als Sozialpädagoge und Kunsterzieher. Seit 1976 als freischaffender Cartoonist und Illustrator tätig, arbeitete Gaymann allerdings ab 1978 zunächst hauptberuflich als Sozialarbeiter und gab dabei Zeichen-, Mal- und Werkunterricht. Ende der 1970er Jahre zeichnete er für die örtliche Badische Zeitung eine Serie namens Gaymanns tierische Blätter, die von den Lesern sehr nachgefragt wurde.
Gaymann war seit 1975 in erster Ehe verheiratet und ist inzwischen Vater zweier Kinder, deren erstes, Gaymanns Tochter, 1979 geboren wurde. 1984 wurde er als „P. GAY“ mit dem Cartoonband „Huhnstage“ bekannt und übersiedelte zwei Jahre später mit seiner Familie nach Rom, wo 1987 sein Sohn geboren wurde.
Im Frühjahr 2019 veröffentlichte Gaymann sein 100. Buch. Die Hühner wurden zu seinem Markenzeichen und tauchen in Büchern wie Wellness-Hühner und Huhn à la Cartoon auf. Aber auch Schweine und Katzen werden von Gaymann humoristisch dargestellt. Weitere Lieblingsthemen des Zeichners sind Reisen, Kochen und Wein. Seine Cartoons erschienen in Zeit-Magazin, Bunte, Regio Magazin, taz und maxima. Seit 1990 tragen die in der Brigitte veröffentlichten „Paar Probleme“ zu seiner Popularität bei. Sein Freund und Verleger Siegfried Liebrecht machte ihn mittels Merchandising seiner Hühnerkarikaturen auf Büchern, Postern und anderem zu einem der erfolgreichsten deutschen Cartoonisten. Gaymanns berufliche Vorbilder sind Tomi Ungerer, Sempé und F. K. Waechter.

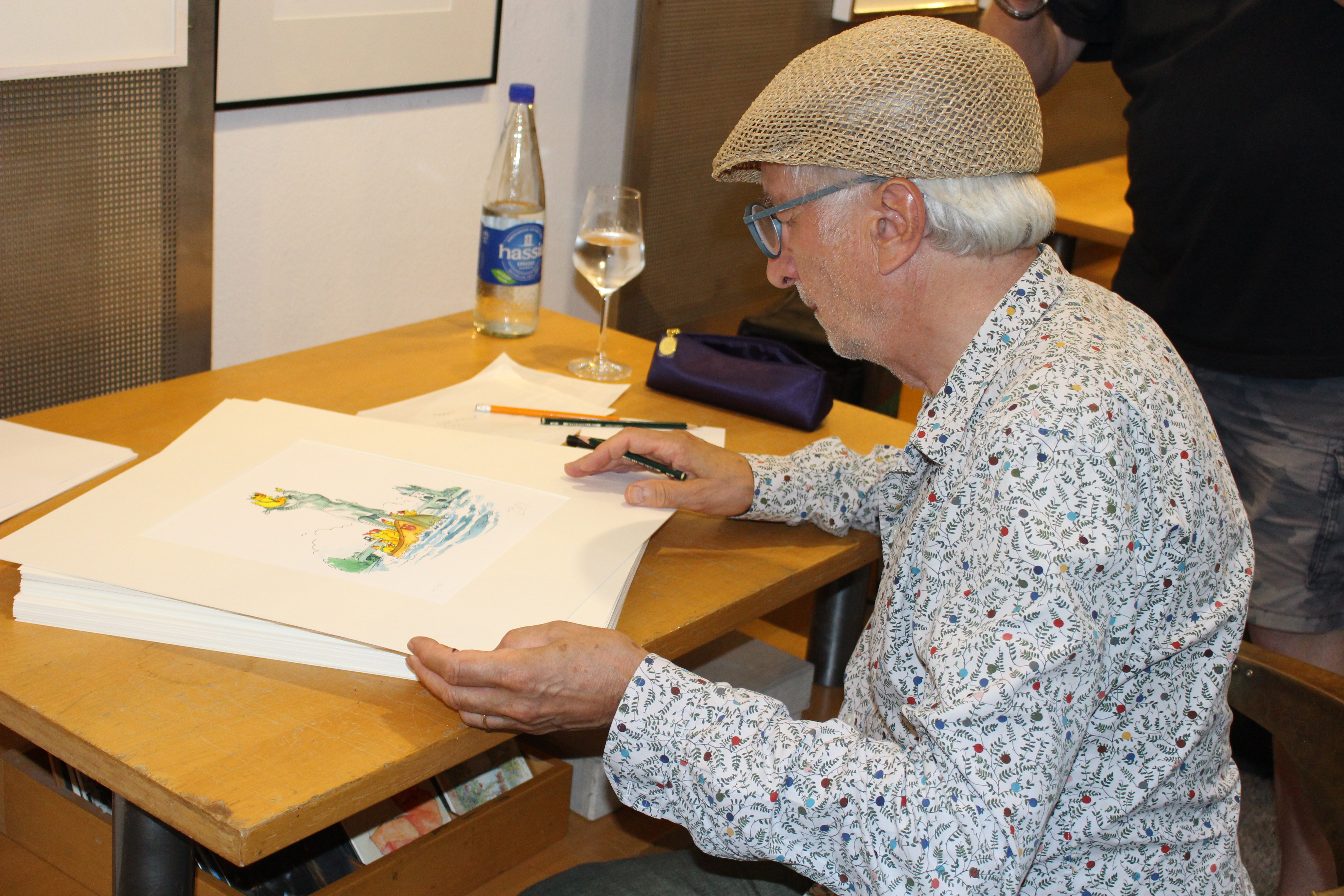
Cartoonist Peter Gaymann während einer Vernissage (September 2024)

Nach seiner Rückkehr aus Italien, wo er zuvor fünf Jahre gewohnt hatte, lebte Peter Gaymann ab 1991 als freier Zeichner in Köln-Sülz.
Im Jahr 2000 lernte er seine zweite Frau Viktoria Steinbiß kennen, eine Homöopathin und ehemalige Fernsehjournalistin, die in München wohnte. 2005 heirateten sie und leben seit 2017 zusammen in Schäftlarn nahe am Starnberger See in einem alten Gasthof.
Anlässlich des 90-jährigen Jubiläums der Freiburger Schauinslandbahn im Jahr 2020 hat Gaymann zwei Kabinen mit Szenen von Hühnern in der Freizeit und vor einem Hühnerstall gestaltet. Seit dem 1. Dezember sind sie für die Personenbeförderung ganzjährig im Einsatz.
Gaymann ist seit 2008 Botschafter des Bundesverbandes Kinderhospiz und unterstützt die Arbeit der Eckart-von-Hirschhausen-Stiftung Humor hilft heilen (HHH).

## Würdigung
Die Deutsche Post AG gab am 1. März 2014 zwei Sonderpostwertzeichen heraus im Wert von 45 (Frohe Ostern) und 60 Eurocent (Für Dich) mit den Huhn-Motiven aus seinem „Huhniversum“.
„Für mich ist es eine Ehre – die Krönung meiner Laufbahn“, sagt dazu Peter Gaymann. Da in Deutschland die Karikatur stiefmütterlich behandelt werde, freue er sich, dass dadurch diese Kunstform mehr Beachtung erhalten hat.

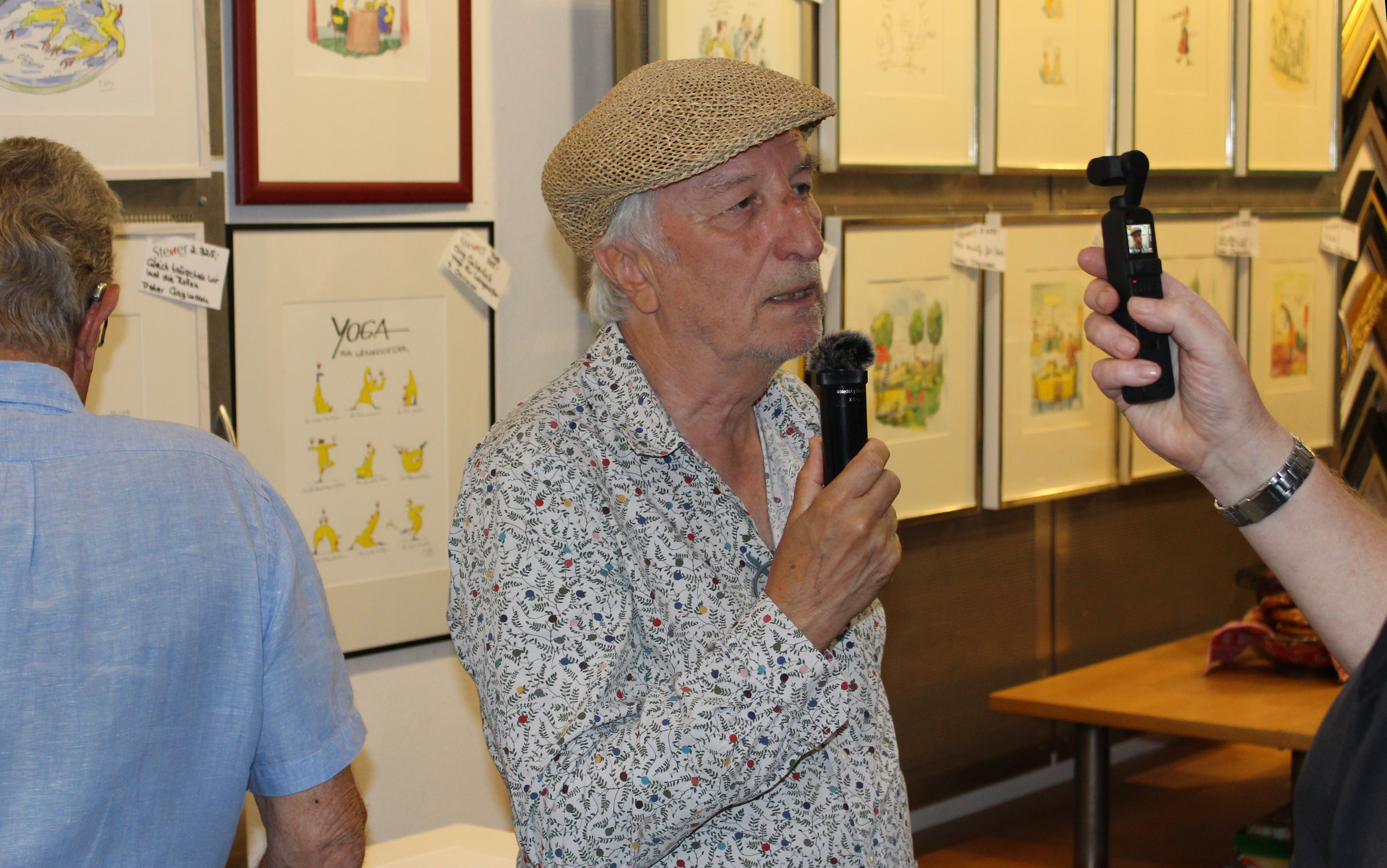
Künstler Peter Gaymann (2024)

## Publikationen (Auswahl)
- mit Hans-Albert Stechl: Das Freiburg-Kochbuch. Rombach, Freiburg im Breisgau 2021, ISBN 978-3-7930-9971-0, mit Leseprobe und Interview [22].
- Gute Besserung! Vorwort von Eckart von Hirschhausen. Belser Verlag, Stuttgart 2021, ISBN 978-3-7630-2869-6.
- Peter Gaymanns Katzen. 2. Auflage. Bassermann, München 2020, ISBN 978-3-8094-4326-1.
- Typisch Bayerisch! Belser Verlag, Stuttgart 2020, ISBN 978-3-7630-2851-1, Besprechung: [23].
- Cartoons von der Couch. Postkartenkalender 2020. medhochzwei Verlag, Heidelberg 2019, ISBN 978-3-86216-562-9.
- Bei dem Sauwetter packt mich das Fernweh. Die schönsten, schrägsten und lustigsten Wörter der deutschen Sprache. (Ill.), mit Norbert Golluch, Michael Schweins. Piper, München 2019, ISBN 978-3-492-31543-2.
- Demensch. Postkartenkalender 2020. (Ill.), medhochzwei Verlag, Heidelberg 2019, ISBN 978-3-86216-561-2.
- Trüffelschweine und Naschkatzen. Kulinarische Weisheiten. arsEdition, München 2019, ISBN 978-3-8458-2499-4.
- Typisch Büro. Die schönste Zeit des Tages ...! Belser Verlag, Stuttgart 2019, ISBN 978-3-7630-2829-0.
- Typisch Urlaub. Die schönste Zeit des Jahres? Belser Verlag, Stuttgart 2018, ISBN 978-3-7630-2794-1.
- mit Léa Linster: Avec amour: Rezepte zum Verlieben. ars vivendi, Cadolzburg 2017, ISBN 978-3-86913-844-2.
- Oje, du fröhliche. arsEdition, München 2016, ISBN 978-3-8458-1638-8.
- Peter Gaymann: Reiseskizzen – Mit Peter Gaymann unterwegs. Belser Verlag, Stuttgart 2016, ISBN 978-3-7630-2758-3.
- Alles Liebe? Das Beste aus 'Die Paar Probleme'. arsEdition, München 2016, ISBN 978-3-8458-1330-1.
- Typisch Badisch: Von Titisee bis Tuniberg. Belser Verlag, Stuttgart 2015, ISBN 978-3-7630-2702-6.
- mit Léa Linster: Wein muss rein. Berauschende Rezepte. ars vivendi, Cadolzburg 2015, ISBN 978-3-86913-589-2.[24]
- Peter Gaymann: Kunst anziehen – Der Akt verpackt. Belser Verlag, Stuttgart 2014, ISBN 978-3-7630-2667-8.
- mit Léa Linster: Das Gelbe vom Ei. Huhnglaubliche Rezepte. ars vivendi verlag, Cadolzburg 2014, ISBN 978-3-86913-426-0.
- Peter Gaymanns Kunst mit Hühneraugen. Belser Verlag, Stuttgart 2013, ISBN 978-3-7630-2652-4.
- Reif fürs Museum. Wienand, Köln 2012, ISBN 978-3-86832-112-8.
- Der große Gaymann. Mosaik bei Goldmann, München 2010, ISBN 978-3-442-39189-9.
- Peter Gaymanns Weinlese. 2005, ISBN 3-442-39086-9.
- Peter Gaymanns Wellness-Hühner. 2004, ISBN 3-442-39072-9.
- Nikolaus & Osterhasi. 2005.
- Engelchen & Teufelchen. 2005, ISBN 3-89008-329-3.
- Unwiderstehlich männlich – unbeschreiblich weiblich. 2005, ISBN 3-89008-327-7.
- Das schaffst du! 2005, ISBN 3-89008-328-5.
- Männer zappen und Frauen wollen immer reden. (Ill.), Berlin 2005.
- Eiweisheiten. Freiburg im Breisgau, 2005, ISBN 3-451-05495-7.
- Mit dir hab ich echt Schwein gehabt! 2003, ISBN 3-8218-3096-4.
- Ich bin ein Adler! Gaymanns beste Hühner. Eichborn, Frankfurt am Main, 2002, ISBN 3-8218-3095-6.
- Gaymanns Katzenwelt. München 2002.
- Cocktails. München 2002.
- Wetterbericht. (Ill.), Leipzig, 2002, ISBN 3-378-00644-7.
- Ente, Lachs & Zimtparfait. München 2001, ISBN 3-7742-3267-9.
- Hühnchen & Co. München 2001.
- Stollen, Kipferl & Co. (Cartoons), München 2000, ISBN 3-7742-2134-0.
- Schön reich sein. München 2000.
- Von Hühnern und Menschen. Stuttgart 2000, ISBN 3-15-018073-2.
- Die esoterische Kleinfamilie. Frankfurt am Main 2000, ISBN 3-8218-3065-4.
- Der Weihnachtsmann kann einpacken. (Ill.), Frankfurt am Main 2000, ISBN 3-548-25579-5.
- Ich will dich glücklich machen! Frankfurt am Main 1999, ISBN 3-8218-3064-6.
- Ein Elch packt aus. Der Weihnachtsmann kann einpacken. Eichborn, Frankfurt am Main 1998, ISBN 978-3-8218-3063-6; List, Berlin 2008, ISBN 978-3-548-60874-7.
- Gaymann’s Hühner. Eichborn, Frankfurt am Main 1998, ISBN 3-548-36221-4.
- Huhnwiderstehliches Köln. Das Kölsche Jahr mit HühnerAugen. Texte von Andreas Hauffe. Wienand, Köln 1997, ISBN 978-3-87909-541-4.
- Herzlich willkommen. Eine Cartoongeschichte zu Schwangerschaft und Geburt. Ausgebrütet von Peter Gaymann. Mabuse, Frankfurt am Main 1997, 4. Auflage 2018, ISBN 978-3-935964-62-3.
- Esoterische Hühner. 1996, ISBN 3-8218-3060-3.
- Huhn à la Cartoon. Geflügelgerichte aus dem Schwarzen Adler. Mit einem Vorwort und Weinempfehlungen von Franz Keller. Fackelträger, Hannover 1992, ISBN 978-3-7716-1553-6.
- Gemischte Gefühle. Eine Liebesgeschichte. Fackelträger, Hannover 1988; 1997, ISBN 978-3-7716-1494-2.
- Hühner auf Reisen. Cartoons. Fackelträger, Hannover 1987, ISBN 3-7716-1476-7.
- Huhnstage. Fackelträger Verlag, Hannover 1984; Goldmann, München 1987, ISBN 978-3-442-06924-8.

## Ausstellungen (Auswahl)
- Peter Gaymann – Lachen in verrückten Zeiten, Neues Kunstmuseum Tübingen, Tübingen, 27. Juni – 3. August 2025
- Alt und jung Peter Gaymann und Saskia Gaymann, Kunstsalon Freiraum, Köln, 2024
- Peter Gaymann – Noch`n Buch, Galerie & Edition Bode, Nürnberg, 1. Dezember 2023 – 13. Januar 2024
- Peter Gaymann. Von Hühnern und Menschen. Wilhelm-Busch-Museum, Hannover, 5. Februar – 19. Juni 2022.[25]
- Beflügelnde Begegnungen – Peter Gaymann. Zeichnungen und Cartoons. Museum und Galerie der Stadt Schwabmünchen, 24. Oktober 2021 – 27. Februar 2022.[26]
- Gaymann. Von Hühnern und Menschen. Retrospektive. Buchheim Museum, Bernried am Starnberger See, 26. Juni 2021 – 24. Oktober 2021.[27]
- Peter Gaymanns Virus-Visionen. Buchheim Museum, Bernried am Starnberger See, 27. Juni 2020 – 11. Oktober 2020.[28]
- Grüß Gott München. Neumeister Münchener Kunstauktionshaus, 9. April 2018 – 27. April 2018.[10][14]
- Peter Gaymann – Tschö Köln – Grüß Gott München. Galerie Seippel, Köln, 17. Februar 2018 – 10. März 2018.[29]
- Tierisches und Menschliches. Bürgerhaus „Alte Schule“, Eriskirch, 26. Juni 2017 – 3. September 2017.[30]
- Peter Gaymanns Huhniversum. Hühner sind auch nur Menschen. Museum für Kommunikation Berlin, 28. Februar 2014 – 27. April 2014.[21][31]
- Peter Gaymann. Sag jetzt nicht: Das kann ich auch. Arp Museum Bahnhof Rolandseck, Remagen, 31. August 2012 – 14. April 2013.[5]
- Küss mich, dann kriegst du die Fernbedienung. Neue Cartoons zu alten Märchen. (Beteiligung) KunstPalais Badenweiler, 20. April 2013 – 2. Juni 2013.[32][33]
- Peter Gaymann. Hühner und PAAR Probleme. Schloss Neuenbürg, Neuenbürg, 22. März 2009 – 3. Mai 2009.[34]
- Gaymann’s Katzenwelt, Gaymann’s blaue Hühner. Wilhelm-Busch-Museum, Hannover, Oktober 2002.[35]

Ausstellungen 1987 – 2002:  bis heute: 